# 크리스티나 오초아
크리스티나 오초아(Christina Ochoa, 1985년 1월 25일 ~ )는 스페인의 배우, 과학 해설사, 프로듀서이다.